# Carlo Petrangeli
Carlo Petrangeli (Bagnoregio, 28 aprile 1904 – Orvieto, 5 dicembre 1974) è stato un attore italiano di teatro e di cinema degli anni trenta.

## Biografia
L'esordio sullo schermo fu nel film Treno popolare (1933) di Raffaello Matarazzo, nella parte di Giovanni, al fianco di Lina Gennari e Marcello Spada: Petrangeli proveniva dalla Accademia di Santa Cecilia, dove allora esisteva una Scuola Nazionale di Cinematografia diretta da Alessandro Blasetti, nella quale Matarazzo ricopriva il ruolo di segretario
Nel 1934 interpretò il ruolo di Tort nel film Frutto acerbo di Carlo Ludovico Bragaglia, accanto a Nino Besozzi. Nello stesso anno partecipò a Paraninfo, diretto da Amleto Palermi.
Nel 1936 recitò nella versione italiana di Una donna tra due mondi, di Goffredo Alessandrini, nella parte di Saverio Lancia. La versione tedesca del film (Die Leibe des Maharadscha) diretta in contemporanea per la regia di Arthur M. Rabenalt, ebbe tra gli interpreti Isa Miranda.
Apparve nel 1937 nella pellicola Ho perduto mio marito di Enrico Guazzoni con Nino Besozzi, Paola Borboni ed Enrico Viarisio.
Dopo L'ultima nemica (1938) di Umberto Barbaro, nella parte di Giancarlo, abbandonò il cinema.
Interruppe la carriera per partecipare come volontario alla seconda guerra mondiale sul fronte greco, con il grado di capitano della 33ª compagnia del Genio pontieri. Presso la città greca di Ioánnina esiste un cimitero di guerra da lui realizzato.

## Filmografia
- Treno popolare, regia di Raffaello Matarazzo (1933) DVD Ripley's Home Video 2003 (più volte trasmesso dalla RAI)
- Paraninfo, regia di Amleto Palermi (1934) VHS editalia film 1996
- Frutto acerbo, regia di Carlo Ludovico Bragaglia (1934)
- Una donna tra due mondi, regia di Goffredo Alessandrini (1936)
- Ho perduto mio marito, regia di Enrico Guazzoni (1937)
- L'ultima nemica, regia di Umberto Barbaro (1938)